# NGC 2770
NGC 2770 är en spiralgalax av typ SASc på 84 miljoner ljusårs avstånd, belägen i stjärnbilden Lodjuret. 
Den har kallats supernovafabriken eftersom tre supernovor har inträffat där nyligen: SN 1999eh, SN 2007uy, och SN 2008D. Den sistnämnda är berömd för att vara den första supernovan som upptäckts genom röntgenstrålningen som utstrålade väldigt tidigt i supernovaskedet, snarare än genom det synliga ljuset som utstrålas i senare stadier. Denna tidiga upptäckt gjorde det möjligt att observera supernovan genom hela livs- (eller snarare döds-)cykeln. 
Det är möjligt att NGC 2770:s växelverkan med en förmodad satellitgalax kan ha skapat de massiva stjärnor som är ursprunget till den förhöjda supernovaaktiviteten.